# Biserica „Sf. Arhanghel Mihail” din Zubrești
Biserica Sfântul Arhanghel Mihail este un edificiu religios creștin-ortodox amplasat în centrul satului Zubrești, raionul Strășeni. A fost construită în anul 1897. Este un monument de arhitectură de importanță națională, inclus în Registrul monumentelor ocrotite de stat din Republica Moldova.

## Istorie
Biserica, edificată în 1788 din bârne și acoperită cu snopi de stuf, degradase, lemnul putrezise și gospodarii satului în 1813 deja porniseră alături construcția unei noi biserici, dar și aceasta din lemn. Abia în 1897 a fost ridicată o nouă biserică din piatră, care e cea pe care o are satul și în zilele noastre. Dar acea biserică, din 1813, avea câteva cărți religioase, cărți scumpe. Încă în 1793 preotul Ioan Batcu avea o vie bună, la care pretindea feciorul său Gheorghe, preot și el, dar în satul Bogzrști, tatăl, ca să atenueze conflictul, îi dăruiește fiului o carte religioasă, scrisă  de un călugăr, pe care el o transcrisese din nou, și fiul Gheorghe, știind prețul cărții, se liniștise și conflictul a fost rezolvat. Iată că și așa se aranjau în trecut unele neplăceri. Dar vă mai propunem un exemplu de prețuire a cărții. Dintr-un document din 1816 aflăm că un locuitor din Zubrești, unul pe nume Diaconița, s-ar fi plâns că în tinerețe, rămas fără tată, și fiind, probabil, el cel ,mai mare, a fost nevoit să muncească, să-și ajute fratele mai mic să învețe, ca să ajungă dascăl și învățător în școala de alfabetizare, el, însă, rămânând sărac de învățătură. Și mai avea biserica și o școală și o școală parohială bisericească.
A fost a treia biserică construită în localitate. S-au păstrat picturi vechi ale sfinților: „Chivotul în cinstea Preacuratei Parascheva” (1918) și „Chivotul în cinstea lui Teodor Tiru” (cea mai veche icoană din biserică).
În perioada Uniunii Sovietice, bisericile erau supuse la plătirea unor impozite exagerate, neachitarea cărora ducea la închiderea lor, dar biserica Sfinții Arhangheli a rămas deschisă.
Preoții bisericii au fost:
Protoiereul Anatolie Pușcaș
- Protoiereul Teodor Bunescu
- Anatolie
- Protoiereul Mitrofor Ioan Burlac (11 aprilie 1952 – 16 noiembrie 2016)
- Mitrofor Eugeniu Burlac